# Няятяоя
Ня́ятяо́я (фин. Näätäoja) — давно заброшенный финский хутор на территории Лоймольского сельского поселения Суоярвского района Республики Карелии. Посёлок железнодорожников при станции Näätäoja на 383,1 км железной дороги перегона Лоймола — Пийтсиёки, ныне упразднённая и разобранная.

## География
Располагается на западе Карелии, в заболоченной лесной местности. К югу находится болото Придорожное.
Няятяоя, как и весь Суоярвский район, относится к территориям, приравнённым к районам Крайнего Севера.

## История
В переводе с финского языка Näätäoja означает «Куницын ручей».
Разъезд Näätäoja открыт одновременно с запуском временного движения на участке Лоймола — Суоярви 1 января 1923 года. Разъезд административно подчинялся станции Лоймола. Строительство вокзала было завершено уже в 1921 году по тем же типовым чертежам финского архитектора Ярла Викинга Унгерна (фин. Jarl Viking Ungern), что и для большинства станций и разъездов этой линии (Леппясюрья, Суйстамо, Райконкоски и др.). В том же году в этом районе начал работать временный лесопильный завод. Благодаря лесопилке и лесному хозяйству тут же было создано и небольшое поселение.
Во время Великой Отечественной войны здесь происходили ожесточенные бои.

## Инфраструктура
Недалеко от остановочного пункта находится памятник истории: Братская могила советских воинов, погибших в годы Советско-финляндской войны.
Путевое развитие станции было ликвидировано в 1980-х годах из-за полного отсутствия населения и близости станции Пийтсиёки.

## Транспорт
Местность доступна автомобильным и железнодорожным транспортом.
Хутор расположен в 300 м от трассы А131.

## Галерея
- Няятяоя, развалины хутора
- Финский фундамент
- Няятяоя. Второй, разобранный путь
- Заросший перрон, вид в сторону Пийтсиёки
- Трасса в районе Няятяоя